# Eric Pardinho
Eric Pardinho é um jogador brasileiro profissional de beisebol, arremessador destro contratado pela equipe da MLB, o Toronto Blue Jays.
Em 2016, aos 15 anos, chamou atenção do mundo esportivo ao ser convocado para seleção brasileira principal de beisebol que disputaria vaga para o World Baseball Classic, mundial da categoria. Fez sua estreia diante do Paquistão, ajudou o Brasil na vitória por 10x0 diante dos rivais e alcançou incríveis 94mph em um dos arremessos, fazendo com que os olheiros da MLB voltassem seus olhos para a jovem estrela brasileira. 
Já em 2017 arremessando a 95 milhas por hora assinou contrato de 6 anos com o Toronto Blue Jays no valor de 1,4 milhões de dólares. Maior contrato do esporte amador brasileiro da historia, superando os 880 mil dólares pagos pelo Seattle Mariners a Luiz Gohara, arremessador canhoto hoje na equipe principal do Atlanta Braves.  

## Carreira
Eric assinou seu primeiro contrato profissional com o Toronto Blue Jays no dia 4 de julho de 2017. Após passar por treinamentos na República Dominicana e liga instrucional no complexo dos Blue Jays em Tampa no estado da Flórida, deve atuar pela primeira vez nas ligas menores da MLB a partir de 2018.

## Seleção Brasileira
Eric é convocado às seleções de base desde os 12 ano sempre com grande destaque. 
Em 2016, aos 15 anos, foi convocado pelo técnico da seleção brasileira, Barry Larkin, Hall da Fama da MLB, para disputa das eliminatórias para o World Baseball Classic, mundial da categoria. No torneio foi treinado por Latroy Hawkins, ex arremessador do Toronto Blue Jays. Durante o torneio jogou 2/3 de entrada no jogo contra o Paquistão sem ceder corridas, nem rebatidas e um strikeout.